# Mimocornuscoparia chassoti
Mimocornuscoparia chassoti là một loài bọ cánh cứng trong họ Cerambycidae.